# Vigerslev-ulykken
Vigerslev-ulykken er en jernbaneulykke, som indtraf på Vestbanens østgående (sydlige) spor 1. november 1919 i området mellem den nuværende Hvidovre Station og Harrestrup Å. Et ekstraindsat eksprestog nr. 8064 fra Korsør til Københavns Hovedbanegård blev, på grund af en betjeningsfejl under et "kunstigt indgreb" i sikringsanlægget ved den daværende Vigerslev Krydsningsstation, givet adgang til et ellers optaget blokafsnit og påkørte kl. 21:01 med "jævn stærk fart" tog nr. 168 fra Kalundborg til Hovedbanegården, der havde været opholdt på linjen. Ulykken er nærmest den mest alvorlige jernbaneulykke i Danmark.

## Optakt til ulykken
Toget fra Kalundborg, som efter planen skulle have passeret Vigerslev blokpost 20:35, var ca. 15 minutter forsinket på grund af stor rejseaktivitet på skiftedagen. Lige efter passagen standsede toget, og den fungerende stationsmester på Vigerslev Krydsningsstation erfarede, at der var trukket i nødbremsen, efter en syvårig  dreng havde åbnet en dør og var faldet ud af toget. Dette var slet ikke så usædvanligt, i årene 1908-15 var så mange som 52 børn faldet ud af kørende tog i Danmark. Drengens mor og storebror, samt togpersonale løb tilbage og fandt drengen stærkt tilskadekommen  og toget blev signaleret til at bakke for at hente drengen.
Samtidig var et "brandtog" (særtog 9185), der akut skulle bringe mandskab og brandslukningsudstyr til en stor brand i Køge, men som var blevet forsinket af tekniske årsager, på vej mod krydsningsstationens sporskifte, ad sporet fra Godsbanegården. Dette tog skulle efter planen have passeret Vigerslev kl. 20:36. Fra vest ad det østgående (sydlige) spor var et ekstratog (eksprestog nr. 8064 fra Korsør) samtidig på vej og skulle passere Vigerslev 20:54.

## Togvejsfastlægningsspærren
Da tog 168 ikke ville komme videre foreløbig, besluttede stationsmesteren, at brandtoget i stedet skulle lukkes ud på hovedlinjen mod Roskilde og videre mod Køge. Imidlertid forhindrede en i sikringsanlægget tre uger tidligere tilføjet togvejsfastlægningsspærre at ændre sporskiftet, så længe tog 168 endnu ikke havde passeret dette. Det var derfor nødvendigt med et "kunstigt indgreb" i sikringsanlægget for at frigive de spærrede trykknapper på blokapparatet, der fastholdt låsehåndtagene på de fysiske betjeningshåndtag til de lokale sporskifter og signaler på Vigerslev Krydsningsstation. Stationsmesteren brød plomberingerne på trykknapperne og trykkede dem ned, men drejede samtidig, men fejlagtigt (måske rutinemæssigt/ubevidst), på apparatets induktorsving, hvorved indgrebet ikke kun kom til at berøre det lokale blokapparat på Vigerslev Krydsningsstation. Ved samtidig brug af induktorsvinget sendtes deblokeringsstrøm til blokapparatet på Brøndbyøster Blokpost ca. 3 km mod vest, og frigav derved blokafsnittet, så Brøndbyøster kunne sende tog mod Vigerslev, selv om tog 168 stadig befandt sig i blokafsnittet.
Brandtoget til Køge krydsede det østgående (sydlige) spor (mod København) og kørte vestpå ad det nordlige spor, men blev kort efter signaleret til at standse af personalet fra tog 168, idet der (stadig) kunne være folk på sporet i forbindelse med redningen af drengen.
Stationsmesteren indså sin fejltagelse med blokapparatet og telefonerede straks til blokposten i Brøndbyøster for at forhindre, at der blev lukket tog ind i blokafsnittet. Her havde ledvogteren straks efter at have modtaget den utilsigtede deblokering fra Vigerslev sat signalet på "kør", hvilket stationsmesteren muligvis også havde set på sit blokapparat i Vigerslev blokpost. Desværre var tog 8064 i opkaldsøjeblikket netop ved at eller havde allerede passeret. Stationsmesteren løb ud til Kalundborg-toget og bad føreren om straks at sætte det i bevægelse fremad, lånte en rød signallygte og løb videre vestpå, bagud langs toget, mens han svingede lygten for at standse toget fra Korsør.

Lokomotivet forrest på tog 8064 fra Korsør var P904. Togets højest tilladte hastighed var 70 km/t, men lokomotivet var ellers i stand til at opnå en hastighed på 120 km/t. 
|  | Irrelevant tekst Bemærk at afsnit i denne artikel kan være yderst interessante, men er irrelevante for artiklen. De irrelevante afsnit bør flyttes til en relevant artikel, oprettes som en selvstændig artikel eller artiklen bør flyttes, for at teksten bliver relevant. |

Det kaldtes ”den højbenede”, da det kun havde to drivaksler, men meget store hjul. Dette skabte problemer under acceleration med megen hjulspin og førte i sidste ende til, at nogle af disse maskiner blev bygget om. 
Efter lokomotivet fulgte en toakslet postvogn, en firakslet godsvogn og en firakslet personvogn.
Tog 168 fra Kalundborg var 398 meter fra signalet på Vigerslev. Til trods for at signalet viste stop og var synligt på lang afstand, til trods for at stationsmesteren kom løbende med sin lygte, og til trods for de tændte baglygter på Kalundborg-toget lod eksprestoget ikke til at prøve at standse. Dampen var slået fra, men ingen om bord i toget kunne mærke noget tegn på bremsning. 

## Sammenstødets følger
De fem bageste toakslede tredjeklassevogne blev totalt ødelagt og kastet ned fra den otte meter høje banedæmning. Derefter landede P904 med de tre første vogne oven på vraget. I de bageste vogne på Kalundborg-toget blev 30 mennesker dræbt. I Korsørtoget blev lokomotivføreren og fyrbøderen begge skoldet ihjel, og yderligere otte passagerer blev dræbt. 58 passagerer blev såret, 27 heraf alvorligt.
Brandtoget kom ikke videre, og frontlygterne lyste scenen op. Dette var det eneste tilgængelige lys i lang tid, og selv om der var redningspersonel til stede, var det vanskeligt at hjælpe folk i mørket.
På Hovedbanegården forstod man snart at noget var hændt. Sammenstødet havde afbrudt telefon- og telegraflinjerne, og man antog, at ulykken var alvorlig. En reporter fra Berlingske Tidende lejede en bil og kørte i stor hast mod Vigerslev. Han ankom 45 minutter efter ulykken og var lamslået af hvad han så.
Næste dag, søndag den 2. november, var en stor menneskemængde samlet ved ulykkesstedet. De døde og sårede var blevet fjernet, men vognene og lokomotivet lå i en stor vragdynge. Mængden ødelagde snart gartneriet på ulykkesområdet. Dets ejer fik 2600 kr. for skaden, mens bonden ved siden af fik 500 kr. 
I alt kostede ulykken 1.217.823,69 kr. – inklusive ødelæggelsen på tog og vogne.
P904 blev repareret og sat i tjeneste igen. I 1943 blev lokomotivet ombygget til PR904, men 32 år på dagen efter den første ulykke, var det på ny involveret i en ulykke, front mod front med et andet lokomotiv, og denne gang blev det ikke genopbygget.

## Faktorer
Følgende faktorer førte til ulykken og dens omfang:
- Skiftedagens øgede trafikmængde, bl.a. det indsatte ekstratog nr. 8064 fra Korsør
- Skiftedagens mange passagerer og længere ophold på stationerne, hvilket ledte til forsinkelsen af tog nr. 168 fra Kalundborg
- Drengen, der faldt af toget
- Toget blev sendt tilbage for at hente drengen
- Brandtoget, særtog nr. 9185 skulle hurtigt frem og assistere ved branden i Køge
- Sporvejsfastlægningsspærren, der skulle udløses manuelt med en relativt kompliceret og uvant manøvre[5]
- Stationmesterens fejltagne brug af induktorsvinget under det kunstige indgreb i blokapparatet.
- Lyset fra tog 168's slutlanterner forsvandt i mængden af lys fra Vigerslevvejen og brandtogets lokomotivlanterne i det vestgående (nordre) spor

## Straf
Overportøren, der i ulykkesøjeblikket fungerede som stationsmester på Vigerslev Krydningsstation blev den 12. november 1920 dømt til to måneders fængsel på vanlig fængselsmad. Han beholdt sit arbejde og sin pension.